# Häfft

Logo des Häffts

Das Häfft ist ein Hausaufgabenheft und Kalender für Schüler weiterführender Schulen im deutschsprachigen Raum. Die Hefte sind mit speziell für diese konzipierten Comics illustriert und mit humoristischen Sprüchen versehen. Herausgeber ist der Häfft-Verlag GmbH (bis 2005: Reiter & Klingberg GbR), wobei der Vertrieb am Anfang in Süddeutschland, insbesondere Bayern, lag.

## Die Geschichte des Häffts
Die Anfänge des Schüler Hausaufgabenheftes liegen im Gymnasium Fürstenried-West in München, an dem die Redakteure der Schülerzeitung Bunker Blatt, Andreas Reiter und Stefan Klingberg, 1990 ein Hausaufgabenheft erstellten, das lustiger und einfallsreicher als die bis dahin üblichen sein sollte. Die erste Auflage lag bei 400 Heften. Ab 1993 war das damalige Münchner Hausaufgabenheft auch an anderen, ab 1995 an fast allen Schulen in München erhältlich. Im selben Jahr konnte der im Münchner Raum bekannte Rapper und Zeichner Werner Weeh Härtl für das Projekt gewonnen werden. Er erstellte 1996 erstmals ein Umschlagdesign, bei dem klein und im Hintergrund ein Mädchen das Häfft in der Hand hielt. Der Name beruht auf einem bewussten Rechtschreibfehler. Um die Jahrtausendwende gestaltete Härtl die beiden Häfft-Maskottchen Brot und Schwein.
Die Auflage des Hausaufgabenhefts stieg laut Verlagsangaben von über 100.000 verkauften Exemplaren 1998 auf 632.000 verkaufte Exemplare 2006. Im Jahr 2007 lag die gedruckte Auflage bei ca. 1.000.000 Exemplaren.
Mittlerweile hat der Herausgeber zusätzliche Schreibwaren für Schüler, Studenten und Berufstätige im Sortiment und betreibt eine Online-Community.

## Die Häfft.de-Community
1998 wurde die Online-Schüler-Community Haefft.de eröffnet, welche auch diverse Lernangebote sowie einen Shop beinhaltet. Seit 2003 besteht eine Kooperation mit Egmont Ehapa. Insgesamt waren im November 2009 etwa 25.000 Mitglieder angemeldet, monatlich verzeichnet die Seite ca. 1,35 Millionen Zugriffe und 120.000 Besucher. Vom 4. Dezember 2009 bis September 2010 nahm der Betreiber die Website auf Grund von Sicherheitsproblemen vom Netz, da laut Chaos Computer Club die hinterlegten Daten der Schüler auch ohne Passwort frei zugänglich waren. Hinweise auf Missbrauch der Userdaten gab es laut den Betreibern jedoch nicht.

## Belege
1. 1 2  Mit dem ä zum bundesweiten Erfolg, Artikel im Münchner Merkur, abgerufen am 5. Juni 2012
2. ↑  Häfft-Story 1998 auf häfft.de, abgerufen am 3. Juni 2012
3. ↑  http://www.openpr.de/news/104624.html.
4. ↑  Pressemeldung des CCC
5. ↑  Netzwelt-Ticker: Tausende Daten von Kindern frei zugänglich auf Spiegel Online vom 7. Dezember 2009, abgerufen am 3. Juni 2012
6. ↑  Pressemitteilung von Haefft.de zur Überarbeitung der Sicherheitsmassnahmen. Archiviert vom Original am 12. April 2010; abgerufen am 17. September 2012.